# Gustaw Adolf Sennewald
Gustaw Adolf Sennewald (ur. 26 stycznia 1804 w Bielsku, zm. 16 lipca 1860 w Warszawie) – warszawski księgarz i wydawca narodowości niemieckiej, założyciel i posiadacz stołecznej firmy Sennewald, ewangelik.
Był synem Karla Friedricha, kupca z Bielska na Śląsku Austriackim, matka (nieznanego nazwiska panieńskiego) nosiła imiona Marie Friederike. W bliżej nieznanych okolicznościach Sennewald pojawił się w roku 1824 w Warszawie, gdzie odbył praktykę księgarską w firmie Antoniego Brzeziny na ul Miodowej nr. hip. 481. W 1828 zakupił udziały w księgarni, a w 1832 r. po śmierci Brzeziny spłacił spadkobierców i stał się jej wyłącznym właścicielem, prowadząc przy niej wypożyczalnię książek francuskich i zakład litograficzny. W następnych latach otworzył również wypożyczalnię książek polskich (1840) i wypożyczalnię nut (1842), natomiast nierentowny zakład litograficzny sprzedał w 1838 lekarzowi Anastazemu Hirschlowi. Posiadał kamienicę przy ulicy Bielańskiej nr. hip. 595.
Sennewald zdobył wielkie zasługi dla polskiego rynku książkowego: z prac polskich autorów wydał wiele dzieł J. I. Kraszewskiego, A. Nakwaskiej i K. Hoffmanowej, wśród wydawanych przez niego tłumaczeń literatury obcej znajdziemy m.in. dzieła Dickensa i Eugène Suego. Wydawał także książki religijne i naukowe, podręczniki szkolne i poradniki rolnicze. Wydał razem 184 pozycje książkowe. Wydawnictwo Sennewalda prowadziło także wielki i dający duże dochody dział muzyczny: wydało m.in. nuty do dwóch oper Stanisława Moniuszki, m.in. Verbum nobile, ale nie otrzymało uprawnień do wydania Halki, gdyż Gebethner i Wolff złożyli kompozytorowi dużo wyższą ofertę.
Sennewald poślubił Wilhelminę z Herrmannów, szwagierkę znanego lekarza Jana Bogumiła Freyera, i miał z nią cztery córki i dwóch synów. Wszystkie córki wyszły za zamożnych ewangelików warszawskich: Wilhelmina Elżbieta (1830-1915) za cenionego śpiewaka i kompozytora, Wilhelma Troschla, Maria Fryderyka (1833-1895) za kupca i działacza społecznego Stanisława Bruna, a Natalia Karolina (1839-1866) za Adolfa Scholtzego, znanego przemysłowca warszawskiego. Syn Gustaw Karol przejął firmę już w styczniu 1860 r., w ostatnich miesiącach życia ojca, i prowadził ją do roku 1896.
Groby rodzinne Sennewaldów znajdują się na warszawskim cmentarzu ewangelickim (Al. F nr 54). W czasie Powstania warszawskiego wszystkie nagrobki uległy zniszczeniu, tak że ci zasłużeni dla polskiej książki wydawcy spoczywają dziś w bezimiennych grobach.